# Frank McNab
Francis "Frank" McNab (Nascido em ? - Falecido a 29 de Abril de 1878) foi um caçador, vaqueiro e pistoleiro norte americano. Membro fundador e segundo líder dos Reguladores de Lincoln, milícia particular encarregada de prender os assassinos do fazendeiro John H. Tunstall. Evento que deu início a Guerra do Condado de Lincoln no Novo México.

## Biografia
De origem escocesa, muito pouco se sabe sobre sua vida antes do conflito. No começo da década de 1870, trabalhou para o poderoso rancheiro texano John Chisum. Mudou-se com o patrão para o Novo México onde fez amizade com Richard Brewer e Doc Scurlock, contratados do sócio de Chisum, John Tunstall . Com o assassinato de Tunstall pelos homens de seu rival James Dolan , McNab e seus companheiros foram eleitos delegados responsáveis pela captura e prisão dos assassinos. Batizados de Os Reguladores do Condado de Lincoln. Frank McNab assumiu o comando do grupo depois da morte de Brewer, durante o Confronto em Blazer's Mill.
Frank participou diretamente da emboscada que vitimou o xerife de Lincoln, William J. Brady, aliado de James Dolan. Além disso teria assassinado o também Regulador, William McCloskey. Segundo essa versão, McCloskey teria dito que os prisioneiros e homens de Dolan, Buck Morton e Frank Baker, só seriam executados se ele fosse primeiro. Enfurecido, McNab teria acusado McCloskey de traição e apontando seu revólver para ele, disse: "você vai ser o desgraçado que precisa morrer antes que seja a vez desses dois?" Logo que McCloskey confirmou o aviso, McNab disparou.
Em 29 de Abril, McNab passava com os Reguladores Frank Coe e "Ab" Saunders pelo Vale de Rio Bonito a oito milhas de Lincoln, com destino a fazenda dos Coe. O grupo planejava parar para descansar, quando foram emboscados por aproximadamente vinte membros dos Seven Rivers Warriors e da gangue de Jesse Evans. Assustado com disparos, o cavalo de McNab o jogou para trás e Frank foi atingido por um tiro no peito; Saunders foi atingido no quadril; Enquanto reagia, Coe ficou sem munição e foi rapidamente rendido pelos inimigos. Gravemente ferido, McNab fez uma tentativa desesperada de fuga, sendo seguido pelos atiradores. Incapaz de continuar a fuga, tentou se abrigar em uma vala para enfrentar os atiradores, quando foi surpreendido por Manuel "Indian" Segovia que o assassinou com uma escopeta.
Embora sua data de nascimento seja desconhecida, é possível dizer que McNab tinha aproximadamente entre 24 e 28 anos quando foi morto, levando em conta a média de idade do grupo e fotos suas da década de 1870, encontradas no álbum de Sallie Chisum, sobrinha de John.